# Apetor
Tor Eckhoff (22. listopadu 1964 – 27. listopadu 2021), známý hlavně jako Apetor, byl norský extrémní otužilec a youtuber. Na svůj kanál natáčel krátká svérázná videa, ve kterých plave v ledovém jezeře, potápí se pod ledem, koupe se ve vaně s ledem, pobíhá ve sněhu, nebo pije vodku.
Nejpopulárnější byly jeho série videí nazvané The First Snow, kde téměř nahý pobíhal ve sněhu a popíjel vodku při koupeli ve vaně s ledem, nebo On Thin Ice, ve které bez jakéhokoliv vybavení (jen v plavkách) bruslil po zamrzlém jezeře a volně se potápěl pod ledem. Ve svých videích téměř nikdy nemluvil. Žil ve Sandefjordu, kde pracoval v továrně na barvy.
U příležitosti svých 56. narozenin natočil video, na kterém popíjel slovenský Tatranský čaj.
Zemřel 27. listopadu 2021 na následky tonutí v přehradě nedaleko Kongsbergu. V momentu jeho úmrtí měl jeho youtube kanál 1,24 milionu odběratelů a 390 milionů zhlédnutí. Zármutek nad jeho ztrátou záhy vyjádřilo velké množství lidí, mezi nimi dokonce osobnosti jako Alan Walker. Na jeho památku také fanoušci zapálili svíčky před norským velvyslanectvím v Praze. Apetorův pohřeb se konal 7. prosince.